# Фрёлих, Александра
Александра Фрёлих (1966/67 — 22 апреля 2025, Гамбург) — немецкая журналистка и писательница.

## Биография
В начале карьеры работала журналисткой в Украине, где основала женский журнал в Киеве. Позже переехала в Германию, сотрудничала в качестве внештатного автора с различными женскими журналами, включая Petra и Freundin.
В 2012 году Фрёлих дебютировала с романом «Моя русская свекровь и другие бедствия» (Meine russische Schwiegermutter und andere Katastrophen), опубликованным издательством Knaur. Книга, посвящённая отношениям между адвокатом Паулой, её русским мужем Артёмом и его упрямой матерью Дарьей, имела коммерческий успех: её тираж превысил 50 000 экземпляров, а роман вошёл в список бестселлеров Spirit. В 2015 году произведение было переведено на французский язык под названием Ma belle-mère russe et autres catastrophes.. В 2014 году вышел второй роман Фрёлих «Путешествия с русскими» (Reisen mit Russen), в котором главная героиня Паула отправляется в Киев на поиски пропавшего мужа. Как и в первой книге, Фрёлих использовала автобиографические элементы, основанные на её личном опытом брака с русским гражданином. В обеих работах Фрёлих обработала автобиографически окрашенный свой — позже неудачный — брак с русским.
Позднее писательница обратилась к жанру криминального романа: в 2016 году она выпустила роман «Умер навсегда» (Für immer tot), повествующий о 91-летней Агнес Вайсгут — главе гамбургской компании по каменной резьбе. В 2019 году вышел роман «Грязь на палке» (Dreck am Stecken), в котором с помощью дневника покойного дедушки Генриха раскрываются семейные тайны.

### Личная жизнь
Александра Фрёлих воспитывала троих сыновей.

### Последние годы жизни и смерть
Последние годы жизни она провела в плавучем доме в гамбургском районе Моорфлет. 22 апреля 2025 года писательница была найдена мёртвой в своём плавучем доме. Следствие рассматривает её смерть как результат преступления (удар тупым предметом по голове). Подозревается близкий родственник.

## Творчество
- Моя русская свекровь и другие бедствия. Knaur, Мюнхен, 2012, ISBN 3-426-51256-4.
- Путешествуйте с русскими. Knaur, Мюнхен, 2014, ISBN 978-3-426-51468-9.
- Умер всегда. Pinguin, Мюнхен, 2016, ISBN 978-3-328-10001-0.
- Грязь застряла. Pinguin, Мюнхен, 2019, ISBN 978-3-328-10231-1.